# Bloody Tourists
Albums de 10cc
Live and Let Live
(1977) Look Hear?
(1980)
Bloody Tourists est le sixième album studio du groupe de rock anglais 10cc, sorti fin 1978, et le second paru après le départ de Kevin Godley et Lol Creme.
Le single Dreadlock Holiday se classe no 1 au Royaume-Uni.

## Titres
| 1. | Dreadlock Holiday                   | Graham Gouldman, Eric Stewart | 4:31 |
| 2. | For You and I                       | Graham Gouldman, Eric Stewart | 5:25 |
| 3. | Take These Chains                   | Graham Gouldman, Eric Stewart | 2:36 |
| 4. | Shock on the Tube (Don't Want Love) | Eric Stewart                  | 3:48 |
| 5. | Last Night                          | Graham Gouldman, Rick Fenn    | 3:20 |
| 6. | Anonymous Alcoholic                 | Graham Gouldman, Eric Stewart | 5:51 |

| 7.  | Reds in My Bed                            | Eric Stewart, Stuart Tosh   | 4:08 |
| 8.  | Lifeline                                  | Graham Gouldman             | 3:30 |
| 9.  | Tokyo                                     | Eric Stewart                | 4:33 |
| 10. | Old Mister Time                           | Duncan Mackay, Eric Stewart | 4:36 |
| 11. | From Rochdale to Ocho Rios                | Graham Gouldman             | 3:48 |
| 12. | Everything You've Wanted to Know About!!! | Eric Stewart                | 4:31 |

## Musiciens
- Eric Stewart : guitares, piano, Moog, orgue, chant
- Graham Gouldman : basse, guitare, piano, percussions, chant
- Rick Fenn : guitare, orgue, Moog, chant
- Paul Burgess : percussions, congas, batterie, glockenspiel, marimba, tambourin, timbale, triangle, cloche, vibraphone
- Duncan Mackay : synthétiseur, piano, piano électrique, claviers, violon, chœurs
- Stuart Tosh : batterie, percussions, tambourin, cloche, chant